# 平沢竜介
平沢 竜介（ひらさわ りゅうすけ、1952年 - ）は、日本中古文学研究者、白百合女子大学教授。

## 人物
長野県生まれ。1976年東京大学文学部国文学科卒、1979年東京大学大学院人文科学研究科国語国文学専攻修士課程修了。国文学研究資料館助手を経て、白百合女子大学文学部国文学科教授。2009年「王朝文学の形成」で東京大学より文学博士の学位を取得。

## 著書
- 『古今歌風の成立』笠間書院 1999.1
- 『王朝文学の始発』笠間書院 2009.2
- 『源氏物語の表象空間』笠間書院、2019

### 共著
- 『歌経標式 注釈と研究』沖森卓也,佐藤信,矢嶋泉共著 桜楓社 1993.5
- 『和歌文学大系 貫之集/躬恒集/友則集/忠岑集』田中喜美春,菊地靖彦共著 明治書院 1997.12
- 『歌経標式 影印と注釈』沖森卓也,佐藤信,矢嶋泉共著 おうふう 2008.12